# Chiesa di Santa Maria Assunta (Saccolongo)
La chiesa di Santa Maria Assunta è la parrocchiale di Saccolongo, in provincia e diocesi di Padova; fa parte del vicariato di Selvazzano Dentro.

## Storia
Già nel XII secolo esisteva a Saccolongo una cappella, probabilmente annessa al monastero benedettino sito in loco.
Nel 1572 il vescovo Nicolò Ormanetto trovò che questa chiesetta era di proprietà del cardinale di Teano e che era retta da un cappellano; nel 1583 papa Gregorio XIII la eresse a vicaria perpetua.
L'edificio venne ristrutturato nel 1608 grazie all'interessamento dell'abate Jacopo Sinio, protonotario apostolico e cameriere segreto del pontefice Clemente VIII; alla fine di quel secolo, tuttavia, esso risultava versava in pessime condizioni, come rilevato dal vescovo Gregorio Barbarigo.
La parrocchiale fu ricostruita tra il 1733 e il 1735; ampliata nel 1773, venne consacrata il 5 giugno 1775 dal vescovo Nicolò Antonio Giustinian.
Tra il 1942 e il 1949 la struttura fu interessata da un ingrandimento; in quest'occasione, nel 1947 venne riedificata l'abside.
Nel 1989, per adeguare la chiesa alle norme postconciliari, si provvide a collocare nel presbiterio il nuovo altare rivolto verso l'assemblea e l'ambone.

## Descrizione

### Esterno
La facciata a capanna della chiesa, rivolta a sudovest e rivestita in mattoni a faccia vista, è suddivisa da una cornice marcapiano in due registri, entrambi tripartiti da quattro paraste: quello inferiore presenta centralmente il portale d'ingresso, mentre quello superiore è coronato dal timpano triangolare; ai lati vi sono invece le due ali minori.
Annesso alla parrocchiale è il campanile a base quadrata, la cui cella presenta una monofora per lato ed è coperta dal tetto a quattro falde.

### Interno
L'interno dell'edificio si compone di tre navate, separate da pilastri sorreggenti archi a tutto sesto, sopra cui corre la cornice marcapiano, sulla quale si imposta la volta; al termine dell'aula si sviluppa il presbiterio, rialzato di alcuni gradini e chiuso dall'abside semicircolare.
Qui sono conservate diverse opere di pregio, tra le quali la pala raffigurante Dio padre e cherubini, eseguita nel XVII secolo da Pietro Damini, e il dipinto avente come soggetto la Beata Vergine Assunta, realizzato nell'Ottocento dal conselvano Ferdinando Suman.